# ريدجلاند
ريدجلاند (مسيسيبي) (بالإنجليزية: Ridgeland, Mississippi)‏ هي مدينة تقع في الولايات المتحدة في Madison County. يقدر عدد سكانها بـ 24,258 نسمة ومساحتها 45.9 كم2 وترتفع عن سطح البحر 109 متر.

## التركيبة السكانية
حدّد مكتب تعداد الولايات المتحدة بيانات التركيبة السكانية لريدجلاند في تعداد الولايات المتحدة. في ما يلي، التركيبة السكانية حسب تعدادي 2000 و2010.

### تعداد عام 2000
بلغ عدد سكان ريدجلاند 20,173 نسمة بحسب تعداد عام 2000، وبلغ عدد الأسر 9,267 أسرة وعدد العائلات 5,027 عائلة مقيمة في المدينة. في حين سجلت الكثافة السكانية 336.3 نسمة لكل كيلومتر مربع (871.0/ميل2). وبلغ عدد الوحدات السكنية 9,930 وحدة بمتوسط كثافة قدره 165.6 لكل كيلومتر مربع (428.9/ميل2).
وتوزع التركيب العرقي للمدينة بنسبة 77.05% من البيض و18.44% من الأمريكيين الأفارقة و0.15% من الأمريكيين الأصليين و2.95% من الأمريكيين ذوي الأصول الآسيوية و0.04% من سكان جزر المحيط الهادئ و0.55% من الأعراق الأخرى و0.82% من عرقين مختلطين أو أكثر و1.55% من الهسبانيون أو اللاتينيون من أي عرق.
بلغ عدد الأسر 9,267 أسرة كانت نسبة 30.3% منها لديها أطفال تحت سن الثامنة عشر تعيش معهم، وبلغت نسبة الأزواج القاطنين مع بعضهم البعض 40.7% من أصل المجموع الكلي للأسر، ونسبة 10.4% من الأسر كان لديها معيلات من الإناث دون وجود شريك،  بينما كانت نسبة 3.2% من الأسر لديها معيلون من الذكور دون وجود شريكة وكانت نسبة 45.8% من غير العائلات. تألفت نسبة 38.6% من أصل جميع الأسر من عدة أفراد يعيشون في نفس المنزل ونسبة 6.5% كانت تتألف من شخص يعيش بمفرده يبلغ من العمر 65 عاماً أو أكثر. وبلغ متوسط حجم الأسرة المعيشية 2.15، أما متوسط حجم العائلات فبلغ 2.90.
بلغ العمر الوسطي للسكان 31.9 عاماً. وكانت نسبة 23.2% من القاطنين تحت سن الثامنة عشر، وكانت نسبة 10.2% بين الثامنة عشر والرابعة والعشرين عاماً، ونسبة 40.3% كانت واقعةً في الفئة العمرية ما بين الخامسة والعشرين والرابعة والأربعين عاماً، ونسبة 17.7% كانت ما بين الخامسة والأربعين والرابعة والستين، ونسبة 7.2% كانت ضمن فئة الخامسة والستين عاماً فما فوق. يوجد لكل 100 أنثى 91.0 ذكر، ويوجد لكل 100 أنثى في الثامنة عشر من عمرها فما فوق 88.0 ذكر.
بلغ متوسط دخل الأسرة في المدينة 43,066 دولارًا، أما متوسط دخل العائلة فبلغ 59,249 دولارًا. وكان متوسط دخل الذكور 40,632 دولارًا مقابل 29,634 دولارًا للإناث. وسجل دخل الفرد الخاص بالمدينة 28,704 دولارًا. وكانت نسبة 5.5% من العائلات ونسبة 7.4% من السكان تحت خط الفقر، وكان من هؤلاء نسبة 9.6% تحت سن الثامنة عشر ونسبة 5.6% في الخامسة والستين من العمر وما فوق.

### تعداد عام 2010
بلغ عدد سكان ريدجلاند 24,047 نسمة بحسب تعداد عام 2010، وبلغ عدد الأسر 10,886 أسرة وعدد العائلات 6,002 عائلة مقيمة في المدينة. في حين سجلت الكثافة السكانية 400.9 نسمة لكل كيلومتر مربع (1,038.3/ميل2). وبلغ عدد الوحدات السكنية 11,735 وحدة بمتوسط كثافة قدره 195.6 لكل كيلومتر مربع (506.6/ميل2).
وتوزع التركيب العرقي للمدينة بنسبة 59.48% من البيض و32.70% من الأمريكيين الأفارقة و0.18% من الأمريكيين الأصليين و3.99% من الأمريكيين ذوي الأصول الآسيوية و0.04% من سكان جزر المحيط الهادئ و2.36% من الأعراق الأخرى و1.25% من عرقين مختلطين أو أكثر و4.71% من الهسبانيون أو اللاتينيون من أي عرق.
بلغ عدد الأسر 10,886 أسرة كانت نسبة 30.3% منها لديها أطفال تحت سن الثامنة عشر تعيش معهم، وبلغت نسبة الأزواج القاطنين مع بعضهم البعض 37.4% من أصل المجموع الكلي للأسر، ونسبة 14.1% من الأسر كان لديها معيلات من الإناث دون وجود شريك،  بينما كانت نسبة 3.7% من الأسر لديها معيلون من الذكور دون وجود شريكة وكانت نسبة 44.9% من غير العائلات. تألفت نسبة 38.1% من أصل جميع الأسر من عدة أفراد يعيشون في نفس المنزل ونسبة 7.8% كانت تتألف من شخص يعيش بمفرده يبلغ من العمر 65 عاماً أو أكثر. وبلغ متوسط حجم الأسرة المعيشية 2.18، أما متوسط حجم العائلات فبلغ 2.92.
بلغ العمر الوسطي للسكان 33.8 عاماً. وكانت نسبة 23% من القاطنين تحت سن الثامنة عشر، وكانت نسبة 9.8% بين الثامنة عشر والرابعة والعشرين عاماً، ونسبة 32.3% كانت واقعةً في الفئة العمرية ما بين الخامسة والعشرين والرابعة والأربعين عاماً، ونسبة 24.8% كانت ما بين الخامسة والأربعين والرابعة والستين، ونسبة 10.2% كانت ضمن فئة الخامسة والستين عاماً فما فوق. وتوزع التركيب الجنسي للسكان بنسبة 46.2% ذكور و53.8% إناث.

## أعلام
- غاري كولينز
- فيث هيل
- بيانكا ونايت
- جورج جاكسون